# Club Atlético de Madrid 1954-1955
Questa voce raccoglie le informazioni riguardanti il Club Atlético de Madrid nelle competizioni ufficiali della stagione 1954-1955.

## Stagione
Nella stagione 1954-1955 i colchoneros, allenati da Jacinto Quincoces, terminano la stagione all'ottavo posto. In Coppa del Generalísimo l'Atlético Madrid fu invece eliminato agli ottavi di finale dal Real Valladolid, dopo ben due spareggi.

## Maglie e sponsor
| Manica sinistra · Manica sinistra · Maglietta · Maglietta · Manica destra · Manica destra · Pantaloncini · Calzettoni |

## Rosa
| N. |                     | Ruolo | Calciatore                   |
| -- | ------------------- | ----- | ---------------------------- |
| -  | Spagna (bandiera)   | P     | Luis Menéndez                |
| -  | Paraguay (bandiera) | P     | Adolfo Riquelme              |
| -  | Spagna (bandiera)   | D     | Tinte                        |
| -  | Spagna (bandiera)   | D     | Eloy Pérez Andreu            |
| -  | Paraguay (bandiera) | D     | Heriberto Herrera            |
| -  | Spagna (bandiera)   | D     | Juan José González Tacoronte |
| -  | Spagna (bandiera)   | D     | Alberto Callejo              |
| -  | Spagna (bandiera)   | D     | Rafael Mújica González       |
| -  | Spagna (bandiera)   | C     | Enrique Collar               |
| -  | Spagna (bandiera)   | C     | Alfonso Silva Placeres       |
| -  | Spagna (bandiera)   | C     | Gerardo Coque                |

| N. |                      | Ruolo | Calciatore              |
| -- | -------------------- | ----- | ----------------------- |
| -  | Spagna (bandiera)    | C     | José Hernández González |
| -  | Spagna (bandiera)    | C     | Enrique Galbis          |
| -  | Spagna (bandiera)    | C     | Sergio Barragán         |
| -  | Spagna (bandiera)    | C     | Ramón Cobo              |
| -  | Argentina (bandiera) | C     | Juan Carlos Lorenzo     |
| -  | Spagna (bandiera)    | C     | Adrián Escudero         |
| -  | Cile (bandiera)      | C     | Francisco Molina ()     |
| -  | Spagna (bandiera)    | A     | Miguel González Pérez   |
| -  | Spagna (bandiera)    | A     | Agustín Sánchez Quesada |
| -  | Uruguay (bandiera)   | A     | Rafael Souto            |
| -  | Spagna (bandiera)    | A     | José Juncosa            |

## Statistiche

### Statistiche di squadra
| Competizione           | Punti | Totale | Totale | Totale | Totale | Totale | Totale | DR |
| Competizione           | Punti | G      | V      | N      | P      | Gf     | Gs     | DR |
| ---------------------- | ----- | ------ | ------ | ------ | ------ | ------ | ------ | -- |
| Primera División       | 29    | 30     | 11     | 7      | 12     | 59     | 64     | -5 |
| Coppa del Generalísimo | -     | 4      | 1      | 1      | 2      | 5      | 6      | -1 |
| Totale                 | 29    | 34     | 12     | 9      | 13     | 64     | 70     | -6 |